# Francesca Fornari
Francesca Fornari – włoska profesor, wykładowca języka i literatury polskiej na Uniwersytecie Ca’ Foscari (wł. Università Ca’ Foscari Venezia) w Wenecji.

## Zainteresowania badawcze
Zajmuje się badaniem polskiej literatury XX wieku. Jest autorką tłumaczeń utworów m.in. Józefa Czechowicza i Zbigniewa Herberta.

## Kariera naukowa
Ukończyła studia na rzymskim uniwersytecie La Sapienza w 1998. Doktorat obroniła w 2003 w Mediolanie. W latach 2003–2005 była lektorką języka polskiego w rzymskich uniwersytetach – La Sapienza oraz Tor Vegeta. Od 2005 związana jest z weneckim uniwersytetem Ca’ Foscari.

## Wybór publikacji
- On the Drafts of the Poem „Mr Cogito and the Imagination”. „Konteksty Kultury” 2019, nr 16, ISSN 2353-1991[4].
- Architettura dell’immaginazione. Vol. 1: Architettura dell’immaginazione. La poesia di Józef Czechowicz. Vol.2: Józef Czechowicz. Poesie. Traduzione di Francesca Fornari. Prefazione di Julia Hartwig, VENEZIA, Cafoscarina, ISBN 978-88-7543-250-8.
- IL PUNTO MAGNETICO, Ryszard Krynicki, Udine, „FORUM”, ISBN 978-88-8420-675-6.
- Natura indifferente. Frammenti dalla Zelanda, Zbigniew Herbert. „Lettera Internazionale” 2010, nr 105. ISSN 1592-2898[5].
- O brulionach wiersza „Pan Cogito i wyobraźnia”. „Konteksty Kultury” 2018, nr 15. ISSN 2083-7658[3].